# Morfou
Morfu oder Morphou (griechisch Μόρφου Morfou; türkisch Omorfo oder Güzelyurt „Schöne Heimat“) ist eine Stadt in der Türkischen Republik Nordzypern.
Das Gebiet um Morfou ist Zyperns bedeutendstes Anbaugebiet für Zitrusfrüchte, deren Erträge einen beachtlichen Teil der Exporteinnahmen der Türkischen Republik Nordzypern ausmachen.

## Geschichte

### Bronzezeitliche Siedlungen, spartanische Gründung
Nördlich von Morfou wurde bei Toumba tou Skourou eine Siedlung entdeckt, die in die späte Bronzezeit datiert wurde. Doch im Gebiet von Morfou Toumba tou Skourou wurde Kupfer verarbeitet; die Siedlung wurde zwischen 1300 und 1100 v. Chr., wahrscheinlich vor dem 12. Jahrhundert, zerstört. Ihre Nachfolgesiedlung bestand bis etwa 700 v. Chr. Auch bei Ambelia entdeckte man frühbronzezeitliche Siedlungsreste eines Ortes, der bis in hellenistische Zeit bestand. Eine nahegelegene Nekropole barg Artefakte von der geometrischen bis zur hellenistischen Periode.
Morfou selbst wurde möglicherweise von Spartanern gegründet, die den in Sparta angesehenen Kult der Aphrodite Morpho nach Zypern brachten.

### Königreich Zypern, maronitische Gemeinde
Spätestens nach dem Ende der Kreuzfahrerstaaten (1291) kamen zahlreiche Maroniten nach Zypern, die überwiegend Arabisch sprachen und vor allem in Famagusta lebten. Aber auch in Koruçam (türk.: Kormacit) nördlich von Morfou entstand eine Gemeinde, die, im Gegensatz zu den meisten Maroniten, deren Angehörige nach Süden zogen, auch nach 1974 fortbestand.

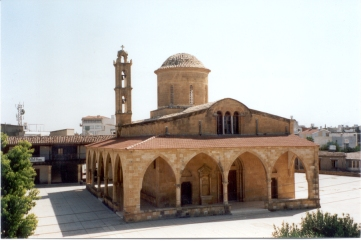
Agios Mamas

### Venezianische Herrschaft (1489–1571)
1489 kam die Insel an Venedig. Um 1528 wurde Morfou von der Republik Venedig für 28.500 Dukaten an den Griechen Efgenios Syngliticos verkauft. Es gehörte damals zu den 20 größten Dörfern Zyperns. Der Rat der Zehn behielt sich jedoch das Recht eines Rückkaufs innerhalb von fünf Jahren vor. Dies wurde tatsächlich 1530 versucht, 1534 sogar unter Einsatz von Mitteln der Münze. Schließlich zahlte Efgenios 60.000 Dukaten, eine außerordentlich hohe Summe, um Morfou und Aradippou bei Larnaka zu behalten. Außerdem lieh er der Signoria 20.000 Dukaten für Jahresfrist.

### Osmanische Herrschaft (1571–1878)

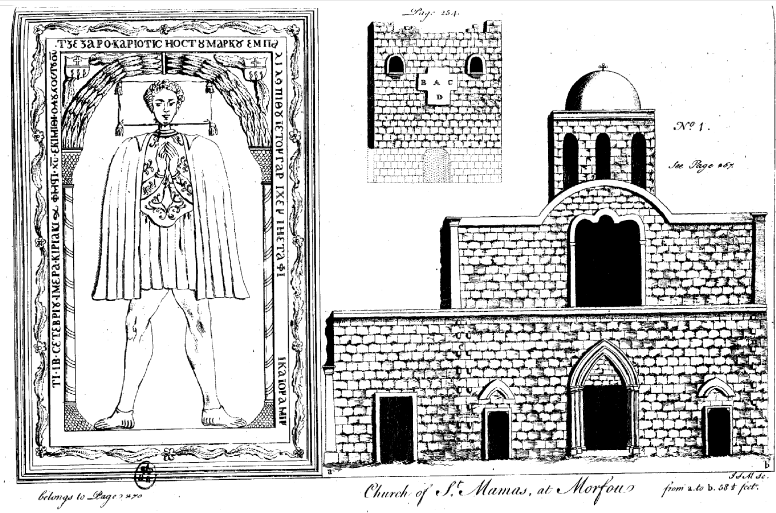
Abbildungen der Kirche Agios Mamas in Alexander Drummond: Travels through different Cities of Germany, Italy, Greece and several parts of Asia, as far as the banks of the Euphrates : In a series of letters. Containing An Account of what is most remarkable in their Present State, As well as in their Monuments of Antiquity, W. Strahan, London 1754, zwischen S. 254 und 255. Drummond bezeichnete die Kirche als „the handsomest building of its kind in the whole island“ (S. 267) und „Sie war beinahe fertiggestellt, als die Türken die Insel eroberten.“ Den seinerzeit bestehenden „corridore“ fand er so hässlich, dass er ihn nicht mitzeichnete.

### Britische Herrschaft
Ab 1878 dominierte Großbritannien die Insel, die Einwohnerzahl Morfous wurde in diesem Jahr auf 3000 geschätzt. London richtete ab 1931 ein einheitliches Schulsystem ein. In Morfou bestand ein griechisch-türkisches Lehrerseminar, das von griechischen Nationalisten bekämpft wurde, zumal dort auch in Englisch unterrichtet wurde. 1896 wurde das wachsende Dorf zur eigenständigen Gemeinde. In dessen Umgebung wurde im 19. Jahrhundert Krapp angebaut, doch im 20. Jahrhundert wurde die Insel zum Mittelpunkt des Orangen-, Zitronen- und Grapefruitanbaus, wo vor 1974 51 % der Zitrusfrüchte der Insel produziert wurden. Während des Zweiten Weltkriegs griff die italienische Luftwaffe neben Paphos, Nikosia und Famagusta auch Morfou an.

### Unabhängigkeit, Bürgerkrieg, türkische Besetzung (seit 1974), Zuwanderung
1960 zählte Morfou 6480 Einwohner. In den 1970er Jahren war die Gemeinde von erheblicher Bedeutung. Dies zeigte sich am 12. Juli 1973, als Erzbischof Makarios III., der zugleich Präsident Zyperns war, die drei Bischöfe der Insel auf einer Synode unter Vorsitz des Patriarchen von Alexandria absetzen ließ und nunmehr fünf Bischofsstühle besetzen ließ. Dazu erhielten Famagusta und Morfou neue Bischofssitze.
Vor der türkischen Militäroffensive im Jahre 1974 war Morfou fast ausschließlich von etwa 9000 Zyperngriechen bewohnt, die den Ort verlassen mussten, nachdem die türkische Armee das Gebiet am 16. August 1974 besetzt hatte. Von den 1618 vermissten Zyperngriechen stammten 140 aus dem Gebiet um Morfou. Die ehemalige Stadtregierung setzte ihre Arbeit in Limassol fort. Die zyperntürkische Regierung änderte Morfou in die türkische Bezeichnung Güzelyurt um, der Ort der zuvor übersetzt ‚schöner Platz‘ – abgeleitet von der wohlgeformten oder wohlgestalteten Aphrodite – hieß, hieß nun ‚schönes Land‘.

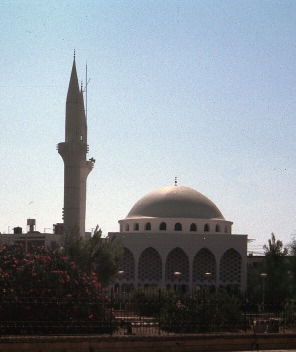
Die Güzelyurt Fatih Camii, die vor 2005 errichtete Moschee

Nach drei Jahrzehnten, in denen Morfou-Güzelyurt mit seiner Grenzlage einen starken ökonomischen Niedergang zu verzeichnen hatte, reiste Bischof Neophytos von Morfou in den türkischen Ort und verhandelte mit der dortigen Regierung. Damit brach er ein Tabu der orthodoxen Kirche, die sich weigerte, deren Autorität zu akzeptieren. Inzwischen war die Bevölkerung relativ stark angestiegen. Lebten 1985 10.179 Menschen im Ort, so waren es 1997 bereits 13.000 und 2006 zählte man 15.252.
Der Annan-Plan sah 2004 vor, Güzelyurt-Morfou und seine Umgebung dem neu zu gründenden griechisch-zyprischen Teilstaat Zyperns zuzusprechen. Zu den Motiven, die auf griechisch-zyprischer Seite zur Ablehnung führten, gehörte die als zu gering erachtete Kompensation der Vertriebenen von 1974. Hinzu kam, dass nur 20 % der Vertriebenen in ihre Herkunftsorte in einem Zeitraum von 25 Jahren hätten zurückkehren dürfen. Dagegen wurde den Vertriebenen der Zyperntürken das Recht auf Rückkehr zuerkannt. Auch gab es Kritik an der begrenzten Freizügigkeit im wirtschaftlichen Bereich sowie der dauerhaften Präsenz von türkischen Armeeeinheiten.
2006 hatte der Ort etwa 12.000 Einwohner, von denen nur 500 zur zyperntürkischen Bevölkerung zählten, während der Rest aus der Türkei oder aus dem Süden der Insel zugewandert war. Dabei sahen die Bewohner aufgrund der unsicheren Zugehörigkeit zum griechischen oder türkischen Teil der Insel ihre Anwesenheit als eher vorübergehend an. So setzten sich viele der 1500 türkischen Einwohner des Nachbarortes Doğancı für die Rückkehr der Griechen ein. Bei den Abstimmungen von 2003 vortierten 54 % der Bevölkerung des Ortes für eine vertragliche Abmachung. Am 29. Jahrestag der Besetzung fand eine Demonstration für die Vereinigung Zyperns statt, an der auch einige wenige Türken teilnahmen. Seither findet jedes Jahr im Oktober eine Demonstration der vertriebenen Bewohner des Ortes an der Grenze statt. Eine führende Rolle spielt dabei der weiterhin amtierende Bürgermeister im Exil, Charalambos Pittas.

## Verkehr
Die Stadt war Endstation der von 1904 bis 1951 bestehenden Bahnstrecke Famagusta–Morphou.

## Sehenswürdigkeiten

Blick auf die Morfou-Bucht

- Das Kloster Agios Mamas mit dem Grabmal des Heiligen Mamas
- Das Antikenmuseum von Morfou mit Funden von Soli
- Umgebung:
  - Die Ruinen und das Theater der griechischen Antike von Soli
  - Der persische Palast von Vouni
  - Die bronzezeitliche Siedlung Toumba tou Skourou

## Söhne und Töchter der Stadt
- Antigoni Papadopoulou (* 1954), zyperngriechische Politikerin
- Christos Christophides (* 1974), zypriotischer Politiker